# 中海地产
中海地产（China Overseas Property Holdings Limited，港交所：00688），全称中海企业发展集团有限公司，是中国一家大型房地产开发与运营企业。1979年创立于香港，1992年在香港联交所上市，隶属于中国建筑集团有限公司，其总部位于香港，为恒生指数成分股之一。

## 历史
1979年，中海地产创立于香港，最初隶属于中国海外集团有限公司。  
1992年，在香港联交所上市，成为较早进入资本市场的中国房地产企业之一。  
2007年，入选恒生指数成份股。  
2023年，公司总资产达人民币9236亿元，净资产3730亿元，年度销售合约额3098亿元，净利润256亿元。在内地、港澳、纽约、悉尼、新加坡累计开发项目1900余个，完成开发建造面积近两亿平方米。

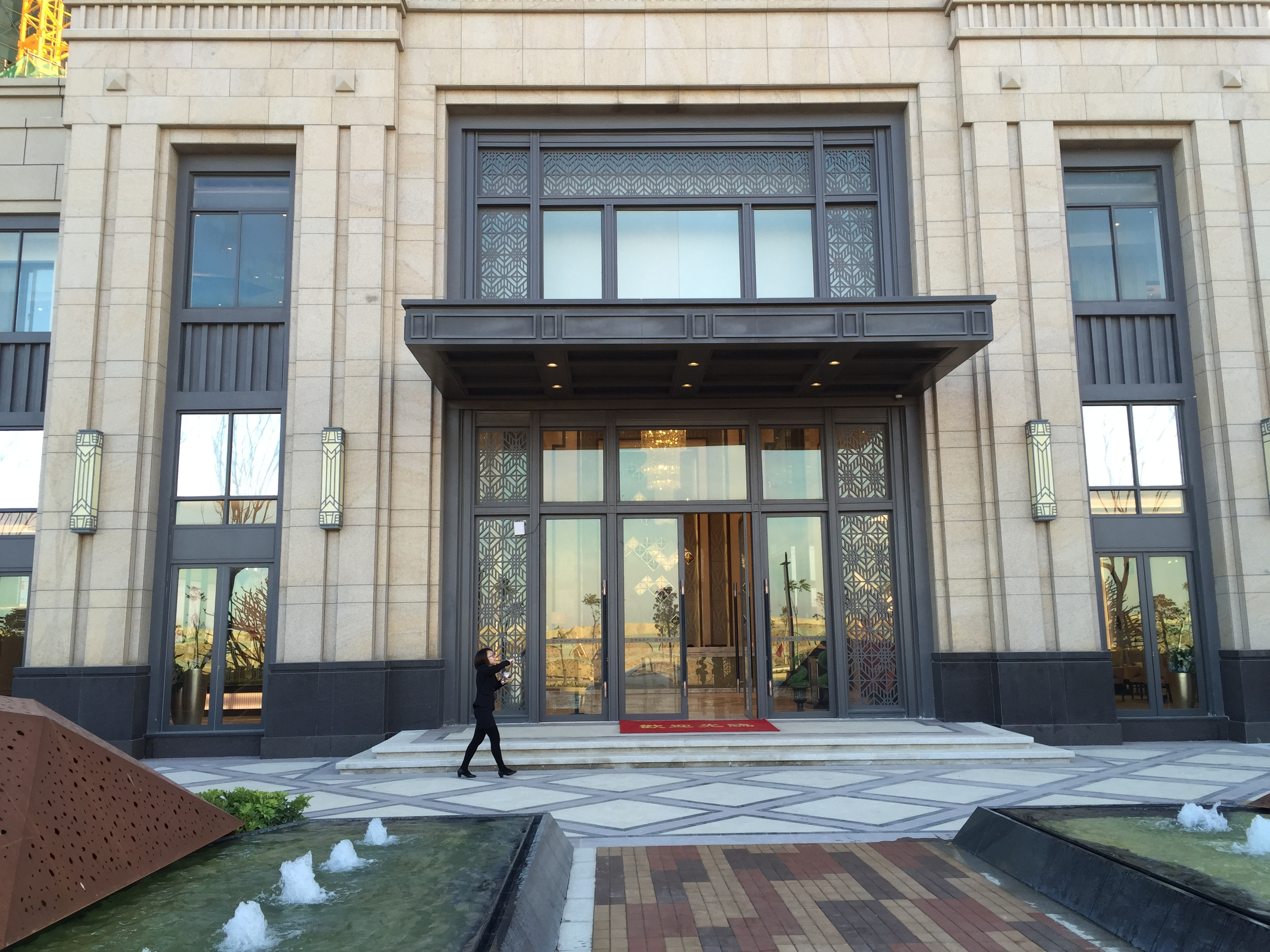
汕头中海东海岸

## 财务表现
信用评级：惠誉A-、标准普尔A-、穆迪Baa2
2025年1-2月，合约销售额252.2亿元，同比上升32.8%；土地收购支出91.86亿元，新增土地面积42.19万平方米。  